# Beng, Oudomxay
Beng là một huyện (muang, mường)  thuộc tỉnh Oudomxay ở tây bắc  Lào .